# Nicolas Haas
Nicolas Haas (* 23. Januar 1996 in Sursee) ist ein Schweizer Fussballspieler, der beim FC Empoli in der italienischen Serie A unter Vertrag steht.

## Karriere

### Verein
Seine Juniorenzeit verbrachte Nicolas Haas beim FC Sursee und beim FC Luzern.
Im Januar 2015 schaffte er den Sprung ins Kader der 1. Mannschaft des FC Luzern in die Super League, wo er am 7. Februar 2015 im Heimspiel gegen den BSC Young Boys debütierte. Er ging nebenbei noch zur Schule und absolvierte die Matura, die er im Sommer 2015 abschloss.
Am 16. Mai 2016 schoss er sein erstes Meisterschaftstor für den FC Luzern beim 4:0-Heimsieg gegen den FC Basel. Am 16. Mai 2017 wurde bekannt, dass Haas den FC Luzern Ende der Saison 2016/17 nach zehn Jahren verlassen wird.
Haas wechselte im Sommer 2017 nach Italien in die Serie A zu Atalanta Bergamo, wo er einen Vertrag bis Ende Juni 2021 unterschrieb.
Im Sommer 2018 wurde Haas zum US Palermo in die Serie B ausgeliehen. Atalanta Bergamo verlieh ihn im Sommer 2019 nochmals in die Serie B zu Frosinone Calcio und schliesslich zum FC Empoli, ebenfalls in die Serie B. Letztere verpflichteten ihn nach Ablauf der Leihe fest, nachdem die Mannschaft in die Serie A aufgestiegen war. Dort startete er in die neue Saison 2020/21 zunächst als Stammspieler, ehe er ab Dezember 2020 wegen eines Kreuzbandrisses für den Rest der Spielzeit ausfiel. Nach seiner Rückkehr im August 2022 kam er nicht mehr über den Status eines Ergänzungsspielers hinaus. Nach Beginn der neuen Saison 2023/24 wechselte er im September 2023 auf Leihbasis mit anschließender Kaufoption zurück zu seinem Jugendverein FC Luzern. Der Verein machte nach Ablauf der Leihe von der Kaufoption keinen Gebrauch, woraufhin Haas im Sommer 2024 wieder nach Empoli zurückkehrte.

### Nationalmannschaft
Haas absolvierte diverse Juniorenländerspiele von der U-15 bis zur U-21 für die Schweiz.